# Wizja lokalna 1901
Wizja lokalna 1901 – polski film historyczny z 1980 roku o strajku dzieci we Wrześni w 1901.

## Obsada aktorska
- Tadeusz Łomnicki - burmistrz Mossenbach
- Daniel Olbrychski - ksiądz Paczkowski
- Jerzy Stuhr - radca Wagner
- Zygmunt Bielawski - nauczyciel Pohl
- Henryk Bista - rektor szkoły Fedtke
- Wiesław Drzewicz - inspektor Winter
- Zdzisław Wardejn - nauczyciel Koralewski
- Andrzej Wasilewicz - nauczyciel Gardo
- Stanisław Igar - poseł Głębocki
- Mieczysław Voit - hrabia Kościelewski
- Stanisław Michalski - prokurator Langner
- Michał Leśniak - mieszkaniec Wrześni
- Jack Recknitz
- Zdzisław Szymborski